# Madame de Bargeton

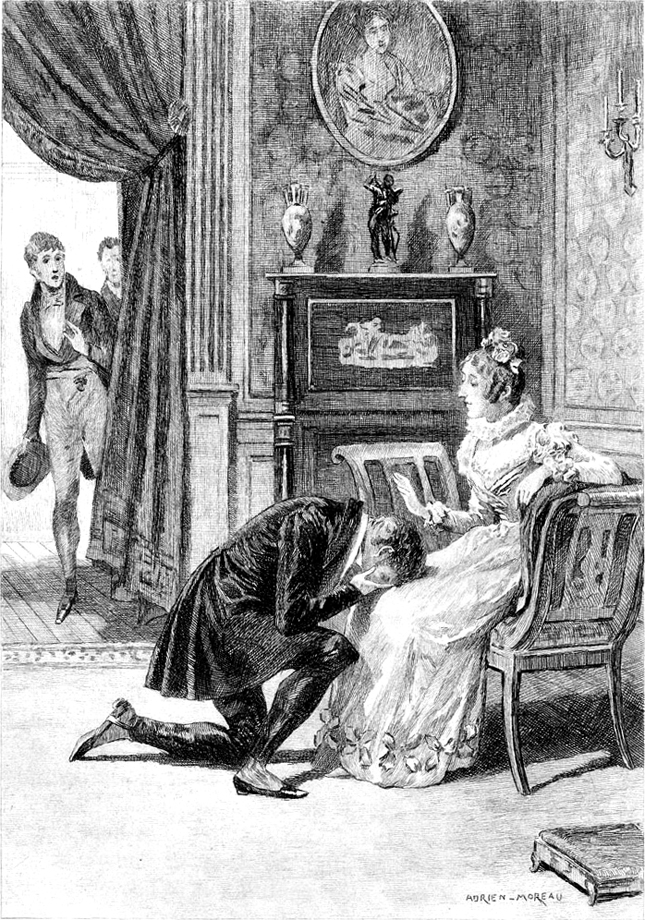
Madame de bargeton

Madame de Bargeton (nome completo: Marie-Louise Anaïs de Bargeton) é uma personagem da Comédia Humana de Honoré de Balzac que aparece principalmente nos romances Illusions perdues e Splendeurs et misères des courtisanes. Presente principalmente no primeiro, ela não é senão uma silhueta no segundo.
Tem um papel determinante no destino de Lucien de Rubempré em Illusions perdues, em que ela se relaciona com os principais personagens da Comédia. Ela é muito representativa da provinciana que vai a Paris e busca imitar o belo mundo. Ela não tem sucesso nisto nem à metade. É somente com o apoio de sua parente, a marquesa d'Espard, que ela escapa ao ridículo de suas vestimentas, de sua estreiteza de espírito e de suas ambições mal orientadas.
Nascida Nègrepelisse em 1785, ela se casa em 1805 com de Bargeton, cujo título de nobreza é bastante inferior ao seu, apesar do conselho de seu pai e da família Nègrepelisse, em que se têm alta idéia de sua posição. Mas Bargeton possui uma imensa fortuna. Educada segundo os métodos modernos, madame de Bargeton aprendeu a amar as artes e as letras. Qualidades que ela corrompe querendo se atirar às musas em Angoulême.

## Cronologia da personagem
- Em 1821, em Os dois poetas, primeira parte de Illusions perdues, ela tem trinta e seis anos. É uma mulher madura, que criou em torno de si um círculo que pretende intelectual e poético, mas que a torna ridícula aos olhos da boa sociedade de Angoulême. Quando aparece Lucien Chardon, ela é seduzida pela beleza desse jovem, mas principalmente pelo talento de poeta que ela lhe atribui com autoridade, obrigando seu entorno a participar de leituras. A boa sociedade é chocada pelo fato de este Lucien Chardon, um sujeito sem título de nobreza, ser tratado como igual, sobretudo o barão du Châtelet, que, durante um certo tempo, faz corte à madame de Bargeton sem sucesso. Lucien está ligado à nobreza por parte de sua mãe, uma de Rubempré, mas ele está marcado na sociedade nobre de Angoulême, pois sua mãe desposara um homem sem título, um farmacista. Depois de uma longa série de encontros poéticos e amorosos, Anaïs e Lucien decidem fugir para Paris. Eles serão seguidos pelo barão du Châtelet, que não cessará de atacar a reputação de Lucien;

- Em 1822, em Um grande homem da província em Paris, segunda parte das Illusions, madame de Bargeton abandona rapidamente Lucien sob os conselhos de sua parente, a marquesa d'Espard. A "pequena rainha da província" percebe que seu visual (e o de Lucien) é ridículo. Mas ela aprende logo a ter boa aparência e se apoia, de agora em diante, na companhia do barão du Châtelet;

- Em 1823, tornada viúva, ela se casa novamente com du Châtelet, que se tornara barão Sixte du Châtelet graças à marquesa d'Espard. De sua parte, Lucien tenta escrever um romance recebendo o encoragemento do Cenáculo, grupo de amigos liderados por Daniel d'Arthez. Mas ele se lança também ao mundo da imprensa. Seus camaradas jornalistas vingam seu desentendimento com Anaïs produzindo um artigo que trata de uma soirée à ópera, no qual madame de Bargenton é zombada.

- Em 1830, em Splendeurs et misères des courtisanes, madame Camusot anuncia que ela pode se alegrar: Lucien se suicidou[2]. Anaïs não sente nada quanto a isso.

Ela também aparece em Les Employés, convidada a uma refeição com os Rabourdin.